# Lucas Rodríguez Trezza
Lucas Rodríguez Trezza (Florida, Uruguay; 25 de febrero de 1997) es un futbolista uruguayo que se desempeña como extremo izquierdo y juega en el Club Atlético San Miguel, de la Primera Nacional de Argentina.

## Trayectoria
Luego de realizar las inferiores en Nacional de Montevideo, en 2019, Lucas Rodríguez Trezza se une Montevideo City Torque, con los que hizo su debut profesional, el 4 de mayo de 2019, en la victoria 2 a 0 frente a Albion, por la primera jornada del Campeonato Uruguayo de Segunda División 2019. Ese año con los Ciudadanos salieron campeón, logrando así, subir nuevamente a la Primera División de Uruguay.
En 2022 jugó como cedido en Atlas de México, donde no tuvo mucha continuidad, jugando solo 5 partidos en total, pero fue parte del plantel que ganó el Torneo Clausura 2022.
Las siguientes dos temporadas, fueron sus últimas con el conjunto uruguayo, con quienes perdió la categoría en 2023, pero que al año siguiente lograron volver a primera, al lograr el subcampeonato en el Campeonato Uruguayo de Segunda División 2024. Su carrera en Torque culminó con 23 goles anotados en 135 partidos disputados.
Para el 2025 es cedido nuevamente, esta vez a Nacional, de la Primera División de Paraguay, con los cuales disputó 3 partidos antes de abandonar la institución.
A mediados de año, interrumpió su préstamo en el conjunto paraguayo para firmar, hasta diciembre de 2026, con San Miguel de la Primera Nacional de Argentina.

## Estadísticas

### Clubes
Actualizado hasta su último partido disputado el 27 de julio de 2025.
| Club                             | Div.          | Temporada     | Liga  | Liga  | Liga   | Copas nacionales | Copas nacionales | Copas nacionales | Torneos internacionales | Torneos internacionales | Torneos internacionales | Total | Total | Total  |
| Club                             | Div.          | Temporada     | Part. | Goles | Asist. | Part.            | Goles            | Asist.           | Part.                   | Goles                   | Asist.                  | Part. | Goles | Asist. |
| -------------------------------- | ------------- | ------------- | ----- | ----- | ------ | ---------------- | ---------------- | ---------------- | ----------------------- | ----------------------- | ----------------------- | ----- | ----- | ------ |
| Montevideo City Torque · Uruguay | 2.ª           | 2019          | 20    | 1     | 0      | —                | —                | —                | —                       | —                       | —                       | 20    | 1     | 0      |
| Montevideo City Torque · Uruguay | 1.ª           | 2020          | 27    | 2     | 0      | —                | —                | —                | —                       | —                       | —                       | 27    | 2     | 0      |
| Montevideo City Torque · Uruguay | 1.ª           | 2021          | 27    | 9     | 6      | —                | —                | —                | 4                       | 0                       | 0                       | 31    | 9     | 6      |
| Atlas F. C. · México             | 1.ª           | C-2022        | 2     | 0     | 0      | —                | —                | —                | —                       | —                       | —                       | 2     | 0     | 0      |
| Atlas F. C. · México             | 1.ª           | A-2022        | 3     | 0     | 0      | —                | —                | —                | —                       | —                       | —                       | 3     | 0     | 0      |
| Atlas F. C. · México             | Total club    | Total club    | 5     | 0     | 0      | 0                | 0                | 0                | 0                       | 0                       | 0                       | 5     | 0     | 0      |
| Montevideo City Torque · Uruguay | 1.ª           | 2023          | 21    | 2     | 2      | —                | —                | —                | —                       | —                       | —                       | 21    | 2     | 2      |
| Montevideo City Torque · Uruguay | 2.ª           | 2024          | 31    | 5     | 4      | 5                | 4                | 2                | —                       | —                       | —                       | 36    | 9     | 6      |
| Montevideo City Torque · Uruguay | Total club    | Total club    | 126   | 19    | 12     | 5                | 4                | 2                | 4                       | 0                       | 0                       | 135   | 23    | 14     |
| Club Nacional Paraguay           | 1.ª           | 2025          | 3     | 0     | 0      | —                | —                | —                | —                       | —                       | —                       | 3     | 0     | 0      |
| Club Nacional Paraguay           | Total club    | Total club    | 3     | 0     | 0      | 0                | 0                | 0                | 0                       | 0                       | 0                       | 3     | 0     | 0      |
| C. A. San Miguel Argentina       | 2.ª           | 2025          | 2     | 1     | 0      | —                | —                | —                | —                       | —                       | —                       | 2     | 1     | 0      |
| C. A. San Miguel Argentina       | Total club    | Total club    | 2     | 1     | 0      | 0                | 0                | 0                | 0                       | 0                       | 0                       | 2     | 1     | 0      |
| Total carrera                    | Total carrera | Total carrera | 136   | 20    | 12     | 5                | 4                | 2                | 4                       | 0                       | 0                       | 145   | 24    | 14     |
| 1. 2.                            |               |               |       |       |        |                  |                  |                  |                         |                         |                         |       |       |        |

### Hat-tricks
| Partidos en los que anotó tres o más goles | Partidos en los que anotó tres o más goles | Partidos en los que anotó tres o más goles | Partidos en los que anotó tres o más goles | Partidos en los que anotó tres o más goles | Partidos en los que anotó tres o más goles | Partidos en los que anotó tres o más goles |
| N.º                                        | Fecha                                      | Estadio                                    | Partido                                    | Goles                                      | Resultado                                  | Competición                                |
| ------------------------------------------ | ------------------------------------------ | ------------------------------------------ | ------------------------------------------ | ------------------------------------------ | ------------------------------------------ | ------------------------------------------ |
| 1                                          | 12 de marzo de 2024                        | Estadio Luis Franzini, Montevideo          | Montevideo City Torque - Sportivo Barracas |                                            | 8 - 1                                      | Copa AUF Uruguay 2024                      |

## Palmarés

### Torneos nacionales
| Título                       | Club                   | País    | Año    |
| ---------------------------- | ---------------------- | ------- | ------ |
| Segunda División Profesional | Montevideo City Torque | Uruguay | 2019   |
| Primera División             | Atlas F. C.            | México  | C-2022 |

### Otros logros
- Ascenso a la Primera División de Uruguay con Montevideo City Torque en 2024.